# Little Miss Dangerous
Little Miss Dangerous es un álbum de estudio del guitarrista estadounidense Ted Nugent, lanzado en 1986 bajo el sello Atlantic Records.
Las canciones "Little Miss Dangerous" y "Angry Young Man" fueron utilizadas en episodios de la serie de TV Miami Vice.

## Lista de canciones
1. "High Heels in Motion" - 3:35
2. "Strangers" - 3:53
3. "Little Miss Dangerous" - 4:50
4. "Savage Dancer" - 3:55
5. "Crazy Ladies" - 3:43
6. "When Your Body Talks" - 3:16
7. "Little Red Book" - 3:06
8. "Take Me Away" - 3:14
9. "Angry Young Man" - 3:57
10. "Painkiller" - 6:02

## Personal
- Ted Nugent - guitarra, bajo, voz
- Dave Amato - guitarra, sintetizador
- Joe Galdo, Duane Hitchings - batería